# Louis Ricard
Louis Pierre Hyppolite Ricard (Caen, 1839. március 17. – Rouen, 1921. március 2.) francia jogász és politikus.

## Életpályája
Jogot végzett és utána ügyvéd lett Rouenban, ahol később polgármesterré, 1885-ben pedig képviselővé választották. A képviselőházban a köztársasági balpárthoz csatlakozott. 1892 februárjában igazságügyi és közoktatási miniszter lett Loubet kormányában, ahol erélyesen lépett fel a főpapság ellen. A Panama-válság kitörése után Ricard saját felelősségére utasította az államügyészt, hogy a csalók ellen a vádkeresetet megindítsa; Reinach báró tetemének boncolását és az öngyilkos papírjainak lefoglalását ellenben megakadályozta. A képviselőház emiatt 1892. november 28-án az egész kormánynak bizalmatlanságot szavazott, mire az Ricard-ral együtt lemondott. Loubet megmaradt ugyan az új kormány élén, de Ricard tárcáját Bourgeois kapta meg. Ricard csak 1895 novemberében lett újra miniszter, amikor a Bourgeois-kormányban az igazságügyi tárcát bízták rá. A délivasút-társaság szindikátusa által elkövetett csalárd üzelmek dolgában nagy erélyt fejtett ki. 1896 áprilisában az egész kormány és vele együtt Ricard is visszalépett.